# Lasówka
Lasówka is een plaats in het Poolse district  Kłodzki, woiwodschap Neder-Silezië. De plaats maakt deel uit van de gemeente Bystrzyca Kłodzka en telt 100 inwoners.